# Mesocibicides
Mesocibicides, en ocasiones erróneamente denominado Mesocibides, es un género de foraminífero bentónico considerado un sinónimo posterior de Montfortella de la subfamilia Cibicidinae, de la familia Cibicididae, de la superfamilia Planorbulinoidea, del suborden Rotaliina y del orden Rotaliida. Su especie tipo es Mesocibicides pilotrockensis. Su rango cronoestratigráfico abarca el Holoceno.

## Clasificación
Mesocibicides incluye a las siguientes especies:
- Mesocibicides dissimilis
- Mesocibicides pilotrockensis
- Mesocibicides sannicolasensis
- Mesocibicides tannerbankensis